# فهرست وابسته‌های دیپلماتیک در مالی
در این مقاله دربارهٔ مأموریت دیپلماتیک در مالی بحث شده‌است. در حال حاضر، ۳۷ سفارت‌ها (از جمله سفارت فرمانروایی مالت) در شهر باماکو وجود دارد.

## سفارتها
1. آلمان
2. الجزایر
3. ایالات متحده آمریکا
4. اسپانیا
5. بریتانیا
6. ایران
7. عربستان سعودی
8. چین
9. ساحل عاج
10. مصر
11. برزیل
12. آفریقای جنوبی
13. بلژیک
14. بورکینافاسو
15. کانادا
16. کوبا
17. جمهوری چک
18. دانمارک
19. فرانسه
20. غنا
21. گینه
22. هند
23. ژاپن
24. لیبی
25. مراکش
26. موریتانی
27. نروژ
28. هلند
29. نیجریه
30. فلسطین
31. روسیه
32. سنگال
33. سوئد
34. ترکیه
35. تونس
36. شوالیه‌های مالت
37. ونزوئلا

## نمایندگی سازمان‌ها
- اتحادیه اروپا

```
(نمایندگی)
```

## سفارتخانه‌های غیر مقیم معتبر در جمهوری مالی
1. استرالیا (آکرا)[۱]
2. افغانستان (پاریس)
3. زامبیا (آکرا)